# Troarn
Troarn is een plaats en gemeente in het Franse departement Calvados in de regio Normandië. De plaats maakt deel uit van het arrondissement Caen. Troarn telde op 1 januari 2022 3.442 inwoners. 

## Geschiedenis
Op 1 januari 2017 fuseerde de Troarn met de gemeente Sannerville tot de commune nouvelle Saline. Deze gemeente werd op 31 december 2019 weer opgeheven en de fusiepartners werden weer aparte gemeenten.

## Geografie
De oppervlakte van Troarn bedroeg op 1 januari 2022 11,53 vierkante kilometer; de bevolkingsdichtheid was toen 298,5 inwoners per km².
De onderstaande kaart toont de ligging van Troarn met de belangrijkste infrastructuur en aangrenzende gemeenten.

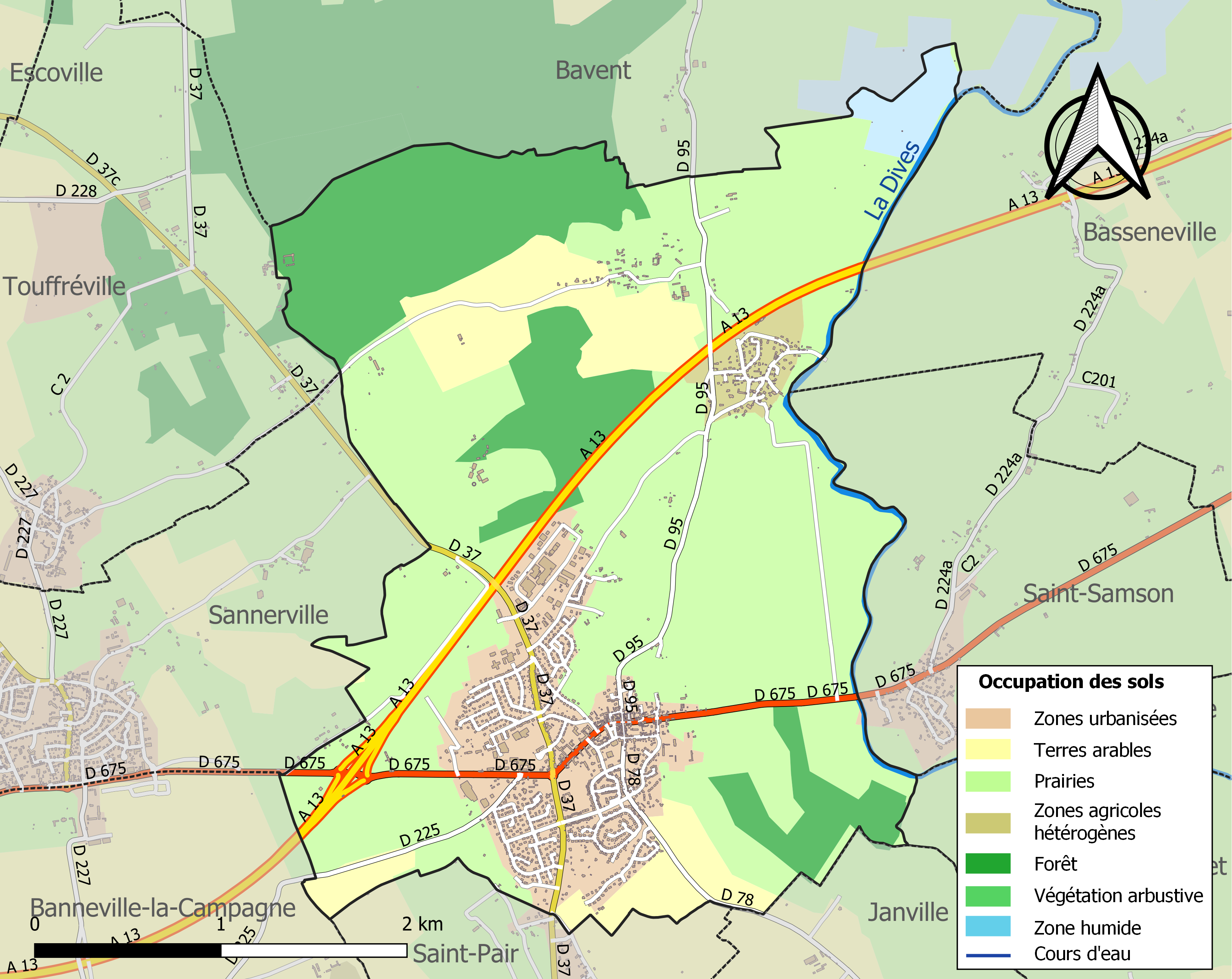

## Demografie
Onderstaande figuur toont het verloop van het inwonertal (bron: INSEE-tellingen).
Vanwege een beveiligingsprobleem met de MediaWiki Graph-software is het momenteel niet mogelijk deze grafiek weer te geven. Zodra de software is bijgewerkt zal de grafiek vanzelf weer zichtbaar worden.

## Geboren in Troarn
- Yves Joly (1908-2013), komiek, poppenspeler en -ontwerper, en theatervormgever